# Tișăuți
Tișăuți (deutsch Teschoutz) ist ein Dorf in der Gemeinde Ipotești im Kreis Suceava, Bukowina, Rumänien.

## Einwohner
Laut der 1930 durchgeführten Volkszählung hatte das Dorf Tișăuți insgesamt 889 Einwohner. Die Mehrheit der Einwohner waren Rumänen (98,5 %), mit einer Minderheit von Deutschen/Bukowinadeutschen (0,5 %) und Juden (1,0 %). Was die Konfession betrifft, so war die Mehrheit der Einwohner orthodox (98,5 %).

## Persönlichkeiten
- Theoktist Blažewicz (1807–1879), orthodoxer Metropolit, Theologe, Grammatiker und Romanist